# Petemoro
Petemoro är en ort i Mexiko.   Den ligger i kommunen Jerécuaro och delstaten Guanajuato, i den sydöstra delen av landet, 160 km nordväst om huvudstaden Mexico City. Petemoro ligger 2 071 meter över havet och antalet invånare är 157.
Terrängen runt Petemoro är varierad. Runt Petemoro är det ganska tätbefolkat, med 67 invånare per kvadratkilometer. Närmaste större samhälle är Jerécuaro, 7,5 km sydväst om Petemoro. I omgivningarna runt Petemoro växer huvudsakligen savannskog.